# Pseudocerastes urarachnoides
Pseudocerastes urarachnoides o víbora de cola de araña es una especie de serpientes venenosas del  género Pseudocerastes. Es una especie endémica del oeste de Irán. 
Fue descrita por primera vez por Bostanchi et al. en 2006.
Es conocida por su peculiar cola similar a una araña, que emplea como señuelo para atraer a sus presas, principalmente pájaros.
Esta especie se encuentra en áreas escarpadas, generalmente cerca de grietas en las rocas, donde puede ocultar su cuerpo dejando asomar el señuelo de su cola.

## Etimología
El nombre de la especie, urarachnoides, proviene de la yuxtaposición de tres palabras del griego antiguo : οὐρά (cola) + ἀράχνη (araña) + οειδής (similar), en referencia a su característica cola en forma de araña.